# Платон Михайло Сергійович
Михайло Сергійович Платон (2 вересня 1932, село Булбоака, тепер Аненій-Нойського району, Молдова — 15 лютого 2011, місто Кишинів, Молдова) — радянський молдавський державний діяч, заступник голови Ради міністрів Молдавської РСР, голова Кишинівського міськвиконкому. Член ЦК Комуністичної партії Молдавії в 1976—1991 роках. Депутат Верховної Ради Молдавської РСР 9—11-го скликань. Кандидат економічних наук (1974).

## Життєпис
Народився в родині робітника.
У 1952 році закінчив Бендерське педагогічне училище Молдавської РСР.
З 1952 року — вчитель, директор середніх шкіл сіл Чечулени і Панашешти Страшенського району.
Член КПРС з 1954 року.
У 1958—1961 роках — 1-й секретар Страшенського районного комітету ЛКСМ Молдавії.
У 1961 році закінчив Кишинівський державний університет імені Леніна.
У 1961—1962 роках — інструктор ЦК ЛКСМ Молдавії.
У 1962—1963 роках — комсорг ЦК ЛКСМ Молдавії по Флорештському виробничому колгоспно-радгоспному управлінні Молдавської РСР.
У 1963 році — інструктор відділу партійних органів ЦК КП Молдавії.
У 1963—1965 роках — заступник секретаря парткому Флорештського виробничого колгоспно-радгоспного управління.
У 1965—1967 роках — 2-й секретар Флорештського районного комітету КП Молдавії.
У 1967—1969 роках — голова виконавчого комітету Кріулянської районної ради депутатів трудящих Молдавської РСР.
У 1969—1971 роках — слухач Вищої партійної школи при ЦК КПРС у Москві.
У 1971—1977 роках — 1-й секретар Унгенського районного комітету КП Молдавії.
У 1977—1985 роках — завідувач відділу науки і навчальних закладів ЦК КП Молдавії.
У 1985—1987 роках — голова виконавчого комітету Кишинівської міської ради народних депутатів.
28 лютого 1987 — 1 вересня 1989 року — заступник голови Ради міністрів Молдавської РСР.
1 вересня 1989 — 29 травня 1990 року — 1-й заступник голови Ради міністрів Молдавської РСР.
Потім — на пенсії в місті Кишиневі.
Помер 15 лютого 2011 року в Кишиневі.

## Нагороди
- орден Леніна
- орден Трудового Червоного Прапора
- орден Дружби народів
- орден «Знак Пошани»
- медалі